# Örökség (együttes)
Az Örökség magyar folk-rock, nemzeti rock együttes, amely a Kormorán együttes tagjaiból alakult. Repertoárjukban a már ismert dalok és később az új szerzemények szerepelnek, melyek ötvözik a népies hangzást a rockzenével. Tovább folytatják a Kormorán eszmeiségét, hangzásvilágát kiegészítve a saját gondolataikkal és zenei ötleteikkel.

## Történet

### Megalakulásuk
Az együttest 2011 január havában alapította a Kormorán együttes tagjaiból Tóth Renáta, Géczi Erika, Mr. Basary, Szabó Miklós és Nagy László.
Csatlakozott hozzájuk a Kormorán együttesből Gáspár Álmos és Zsoldos Tamás, továbbá Gulyás Ferenc, akit például a NOX együttes zenekarában láthattunk és hallhattunk.

### A bemutatkozó 2011. év
Bemutatkozó koncertjük 2011. április 9-én volt Budapesten, a XIII. kerületi József Attila Művelődési Központban.
Az együttesnek az év során 33 fellépése volt, nagyobbrészt fesztiválokon, találkozókon, falu- és városnapokon, de voltak önálló koncertjeik is.
Többek között részt vettek a Budapesti Dürer kertben rendezett Kárpát medencei Folk&Roll találkozón, a Monorierdei VII. Hagyományőrző Motoros Találkozón, Csepregen az Ismerős Arcok táborban, a csányi Dinnyefesztiválon, a verőcei Magyar Sziget rendezvényen és a kapuvári Gombócfesztiválon.
Ezt követte egy külföldi fellépés az erdélyi Farkaslakán, majd részt vettek az Esztergom-Párkány 10. Jubileumi Hídünnepen és a rácalmási Tökfesztiválon.
A koncerteken a Kormorán együttestől ismert dalaikat játszották.
Az együttes 2011. december 3-án, a MOM Kulturális Központban tartott "Ébredés" koncertjén mutatta be új dalait, melyeket a közönség már nagyon várt.
Ezt követően koncerteztek Szlovákiában, Szalatnyán (Slatina), majd Nagyatádon zárták az évet.

## Tagok

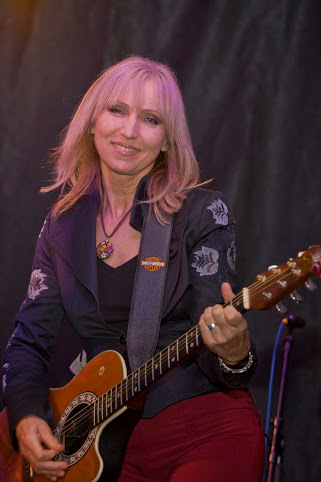
Géczi Erika
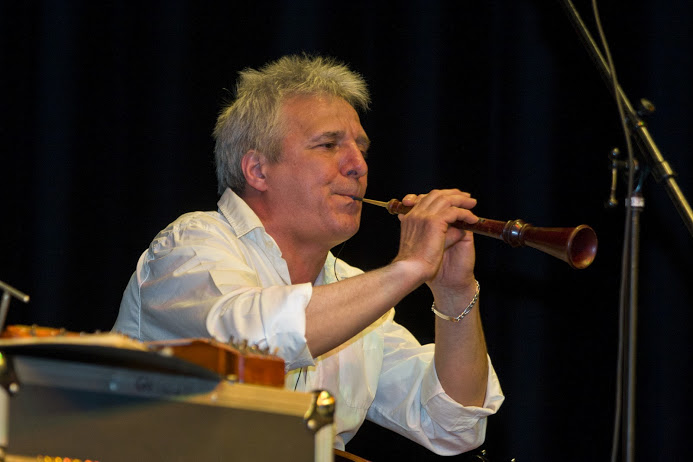
Gulyás Ferenc
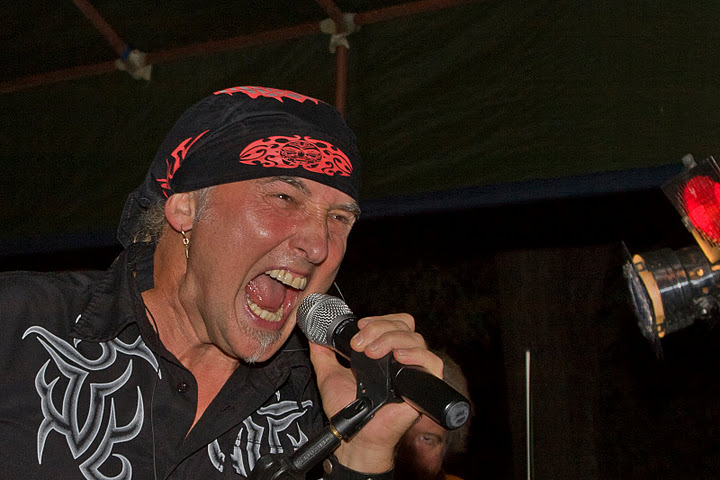
Mr. Basary
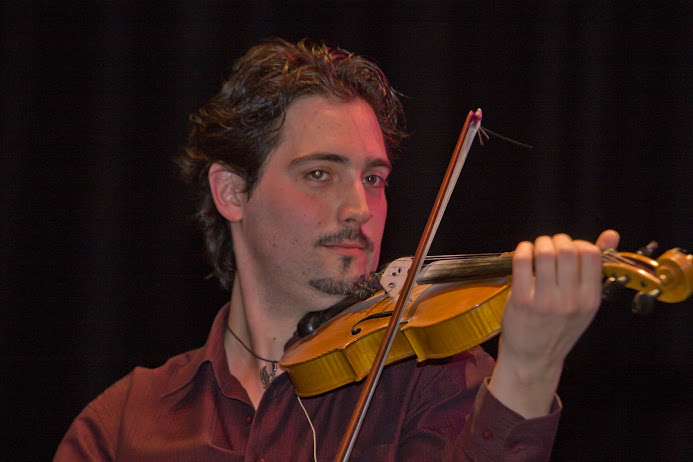
Kovács Márton
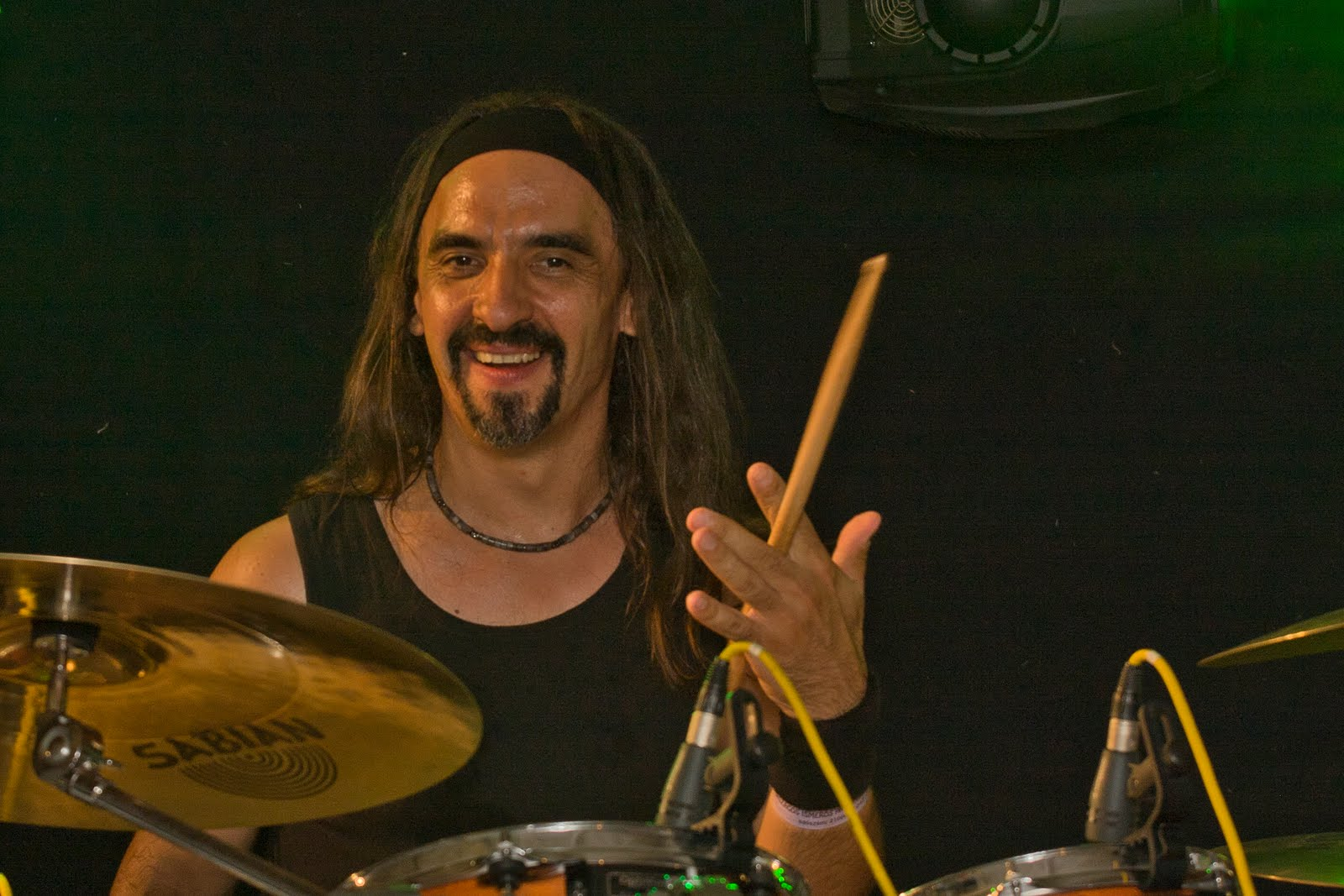
Nagy László
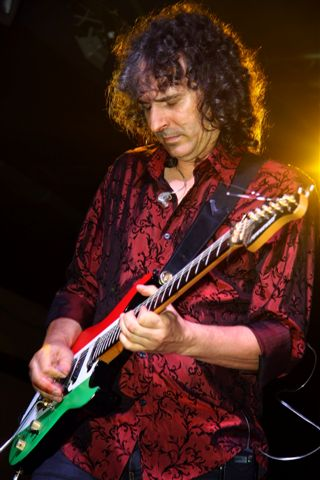
Szabó Miklós

- Jelinek Zsu
- Kosz Szilveszter
- Szilva János

## Korábbi tag
- Gáspár Álmos
- Zsoldos Tamás
- Horváth Károly
- Tóth Renáta

## Közreműködők
- Dulai Zoltán, hegedű
- HuNKuN DaNCe tánccsoport Torma Zsolt vezetésével
- Talabér László, basszusgitár

## Egyéb hivatkozások
- Rajongói blogoldal[halott link]